# Bộ Âm (音)
Bộ Âm, bộ thứ 180 có nghĩa là "âm" là 1 trong 11 bộ có 9 nét trong số 214 bộ thủ Khang Hy.
Trong Từ điển Khang Hy có 43 chữ (trong số hơn 40.000) được tìm thấy chứa bộ này.

## Tự hình Bộ Âm (音)

Kim văn
Đại triện
Tiểu triện

## Chữ thuộc Bộ Âm (音)
| Số nét bổ sung | Chữ               |
| -------------- | ----------------- |
| 0              | 音/âm/            |
| 4              | 韴 韵/vận/        |
| 5              | 韶/thiều/ 韷      |
| 7              | 韸                |
| 9              | 韹/hoàng/ 韺/anh/ |
| 10             | 韻/vận/ 韼        |
| 11             | 韽/am/ 韾         |
| 13             | 響/hưởng/         |
| 14             | 頀/hộ/            |